# Пресбітерій

Місце пресбітерію на плані церкви у вигляді латинського хреста.

Пресбіте́рій (лат. presbyterium — «місце для обраних», грец. πρεσβυτέριον — «збори священників») — в західноєвропейській (насамперед, католицькій) церковній архітектурі — простір між навою і вівтарем (католицьким престолом) у східній частині храму. Відповідає вівтарю у православних і греко-католицьких храмах.
Назва в собі несе той зміст, що на пресбітерій можуть заходити тільки старші (тобто священники). У залежності від часу й місця може або входити в хор (будучи його центральною або східною частиною), або розміщуватися між хором і престолом.
Після Другого Ватиканського собору в католицьких храмах вівтар розташовується в пресбітерії. Відповідно в православних церквах пресбітерій частково відповідає вівтарю, частково — солеї. У багатьох храмах пресбітерій також відділений від іншої частини церкви — нави — іконостасом.